# Fiat Ottimo
El Fiat Ottimo es un automóvil hatchback de cinco puertas del segmento C producido por el fabricante chino GAC Fiat Changsha, para su comercialización bajo la marca italiana Fiat. Este vehículo fue presentado en el año 2014 y su diseño está basado en el sedán Fiat Viaggio, vehículo con el que comparte línea de montaje, además de ser ambos producidos y comercializados de manera exclusiva en el mercado asiático.

## Fábricas
Desde su lanzamiento, el Fiat Ottimo se produce en la planta de GAC Fiat Changsha.